# Play-off 2024-2025 per la Gamma Ethniki
I play-off 2024-2025 per la Gamma Ethniki sono stati la 4ª edizione dei play-off per la Gamma Ethniki svolto dalle associazioni dilettantistiche locali delle società calcistiche nell’ambito del campionato greco di calcio. La fase, iniziata il 26 aprile 2025, si è conclusa il 4 giugno dello stesso anno ed ha visto affrontarsi le 56 vincitrici del proprio gruppo di primo livello dell'associazione calcistica locale (E.P.S.) di appartenenza, suddivise in gruppi territoriali.

## Gruppo 1

### Squadre partecipanti
| Squadra                  | Città          | E.P.S. di provenienza        |
| ------------------------ | -------------- | ---------------------------- |
| Aetos Ofryniou           | Ofrynio        | E.P.S. Kavala e Taso         |
| Akrites Sykeon           | Sykies         | E.P.S. Macedonia (Salonicco) |
| Cheimarros               | Cheimarros     | E.P.S. Serres                |
| Doxa Dramas              | Drama          | E.P.S. Drama                 |
| Ethnikos Alexandroupolis | Alessandropoli | E.P.S. Evros e Samotracia    |
| Megas Alexandros Iasmou  | Iasmos         | E.P.S. Tracia (Rodopi)       |
| Xanthī                   | Xanthi         | E.P.S. Xanthi                |

### Classifica
|  | Pos. | Squadra                  | Pt | G | V | N | P | GF | GS | DR  |
|  | ---- | ------------------------ | -- | - | - | - | - | -- | -- | --- |
|  | 1.   | Doxa Dramas              | 13 | 6 | 4 | 1 | 1 | 11 | 8  | +3  |
|  | 2.   | Aetos Ofryniou           | 13 | 6 | 4 | 1 | 1 | 12 | 4  | +8  |
|  | 3.   | Xanthī                   | 12 | 6 | 3 | 3 | 0 | 7  | 2  | +5  |
|  | 4.   | Akrites Sykeon           | 11 | 6 | 3 | 2 | 1 | 9  | 2  | +7  |
|  | 5.   | Cheimarros               | 7  | 6 | 2 | 1 | 3 | 6  | 9  | -3  |
|  | 6.   | Ethnikos Alexandroupolis | 3  | 6 | 1 | 0 | 5 | 2  | 9  | -7  |
|  | 7.   | Megas Alexandros Iasmou  | 0  | 6 | 0 | 0 | 6 | 5  | 18 | -13 |

Legenda:

      Ammesso in Gamma Ethniki 2025-2026
  Possibile ripescaggio in qualità di una delle migliori 4 quarte classificate

### Risultati
|                          | AOF  | ASY  | CHE  | DDR  | EAL  | MAI  | XAN  |
| ------------------------ | ---- | ---- | ---- | ---- | ---- | ---- | ---- |
| Aetos Ofryniou           | –––– | 1-0  | 4-0  | -    | -    | -    | 1-1  |
| Akrites Sykeon           | -    | –––– | 1-0  | -    | 4-0  | 4-1  | -    |
| Cheimarros               | -    | -    | –––– | 2-3  | -    | 3-1  | 0-0  |
| Doxa Dramas              | 3-2  | 0-0  | -    | –––– | -    | 4-2  | -    |
| Ethnikos Alexandroupolis | 0-2  | -    | 0-1  | 0-1  | –––– | -    | -    |
| Megas Alexandros Iasmou  | 0-2  | -    | -    | -    | 0-2  | –––– | 1-3  |
| Xanthi                   | -    | 0-0  | -    | 2-0  | 1-0  | -    | –––– |

## Gruppo 2

### Squadre partecipanti
| Squadra                | Città      | E.P.S. di provenienza        |
| ---------------------- | ---------- | ---------------------------- |
| Ermis Exochis          | Exochi     | E.P.S. Pieria                |
| Iraklis Thermaikou     | Thermaikos | E.P.S. Macedonia (Salonicco) |
| Megas Alexandros Aetou | Aetos      | E.P.S. Florina               |
| Niki Polygyrou         | Polygyros  | E.P.S. Calcidica             |
| Veria 1960             | Veria      | E.P.S. Emazia                |
| PAOK Dytikou           | Dytiko     | E.P.S. Pella                 |
| PAONE                  | Eptalofos  | E.P.S. Kilkis                |

### Classifica
|  | Pos. | Squadra                | Pt | G | V | N | P | GF | GS | DR  |
|  | ---- | ---------------------- | -- | - | - | - | - | -- | -- | --- |
|  | 1.   | Veria 1960             | 14 | 6 | 4 | 2 | 0 | 16 | 4  | +12 |
|  | 2.   | Iraklis Thermaikou     | 13 | 6 | 4 | 1 | 1 | 22 | 5  | +17 |
|  | 3.   | Ermis Exochis          | 11 | 6 | 3 | 2 | 1 | 9  | 3  | +6  |
|  | 4.   | PAOK Dytikou           | 10 | 6 | 2 | 4 | 0 | 8  | 5  | +3  |
|  | 5.   | Niki Polygyrou         | 6  | 6 | 2 | 0 | 4 | 11 | 16 | -5  |
|  | 6.   | PAONE                  | 3  | 6 | 1 | 0 | 5 | 8  | 21 | -13 |
|  | 7.   | Megas Alexandros Aetou | 1  | 6 | 0 | 1 | 5 | 3  | 23 | -20 |

Legenda:

      Ammesso in Gamma Ethniki 2025-2026
  Possibile ripescaggio in qualità di una delle migliori 4 quarte classificate

### Risultati
|                        | EEX  | ITE  | MAA  | NPO  | NPS  | PDY  | PAO  |
| ---------------------- | ---- | ---- | ---- | ---- | ---- | ---- | ---- |
| Ermis Exochis          | –––– | 0-1  | 2-0  | -    | 1-1  | -    | -    |
| Iraklis Thermaikou     | -    | –––– | 7-0  | 6-0  | -    | -    | 5-0  |
| Megas Alexandros Aetou | -    | -    | –––– | 2-4  | 0-5  | 0-0  | -    |
| Niki Polygyrou         | 0-2  | -    | -    | –––– | 0-2  | -    | 5-1  |
| Veria 1960             | -    | 4-2  | -    | -    | –––– | 1-1  | 3-0  |
| PAOK Dytikou           | 0-0  | 1-1  | -    | 3-2  | -    | –––– | -    |
| PAONE                  | 1-4  | -    | 5-1  | -    | -    | 1-3  | –––– |

## Gruppo 3

### Squadre partecipanti
| Squadra           | Città          | E.P.S. di provenienza                 |
| ----------------- | -------------- | ------------------------------------- |
| Acheron Kanallaki | Kanallaki      | E.P.S. Prevesa e Leucade              |
| Aris Lepenous     | Lepenou        | E.P.S. Etolia-Acarnania               |
| Kastoria          | Kastoria       | E.P.S. Kastoria                       |
| Lefkimmi          | Lefkimmi       | E.P.S. Corfù, Passo e isole Diapontie |
| Neas Selefkias    | Nea Selefkeia  | E.P.S. Tesprozia                      |
| Proodos Rogon     | Nea Kerasounta | E.P.S. Arta                           |
| Thyella Eleousas  | Eleousa        | E.P.S. Epiro (Giannina)               |

### Classifica
|  | Pos. | Squadra           | Pt | G | V | N | P | GF | GS | DR |
|  | ---- | ----------------- | -- | - | - | - | - | -- | -- | -- |
|  | 1.   | Neas Selefkias    | 13 | 6 | 4 | 1 | 1 | 11 | 6  | +5 |
|  | 2.   | Lefkimmi          | 13 | 6 | 4 | 1 | 1 | 10 | 6  | +4 |
|  | 3.   | Proodos Rogon     | 10 | 6 | 3 | 1 | 2 | 12 | 9  | +3 |
|  | 4.   | Aris Lepenous     | 8  | 6 | 2 | 2 | 2 | 16 | 15 | +1 |
|  | 5.   | Acheron Kanallaki | 7  | 6 | 2 | 1 | 3 | 9  | 12 | -3 |
|  | 6.   | Thyella Eleousas  | 4  | 6 | 1 | 1 | 4 | 6  | 11 | -5 |
|  | 7.   | Kastoria          | 4  | 6 | 1 | 1 | 4 | 5  | 10 | -5 |

Legenda:

      Ammesso in Gamma Ethniki 2025-2026
  Possibile ripescaggio in qualità di una delle migliori 4 quarte classificate

### Risultati
|                   | AKA  | ALE  | KAS  | LEF  | NSE  | PRO  | TEL  |
| ----------------- | ---- | ---- | ---- | ---- | ---- | ---- | ---- |
| Acheron Kanallaki | –––– | 2-2  | 1-0  | -    | 1-2  | -    | -    |
| Aris Lepenous     | -    | –––– | -    | 0-3  | 5-4  | 6-2  | -    |
| Kastoria          | -    | 1-1  | –––– | -    | -    | 0-3  | 2-1  |
| Lefkimmi          | 3-2  | -    | 3-2  | –––– | -    | 0-2  | -    |
| Neas Selefkias    | -    | -    | 1-0  | 0-0  | –––– | -    | 2-0  |
| Proodos Rogon     | 4-0  | -    | -    | -    | 0-2  | –––– | 1-1  |
| Thyella Eleousas  | 1-3  | 3-2  | -    | 0-1  | -    | -    | –––– |

## Gruppo 4

### Squadre partecipanti
| Squadra            | Città      | E.P.S. di provenienza                 |
| ------------------ | ---------- | ------------------------------------- |
| Asteras Karditsas  | Karditsa   | E.P.S. Karditsa                       |
| Digenis Neochoriou | Oichalia   | E.P.S. Trikala                        |
| Elassona           | Elassona   | E.P.S. Larissa                        |
| Eordaikos          | Ptolemaida | E.P.S. Kozani                         |
| Sarakinos          | Volo       | E.P.S. Tessaglia (Magnesia e Sporadi) |
| Stylidas           | Stylida    | E.P.S. Ftiotide                       |
| Vatolakkou         | Vatolakkos | E.P.S. Grevena                        |

### Classifica
|  | Pos. | Squadra            | Pt | G | V | N | P | GF | GS | DR  |
|  | ---- | ------------------ | -- | - | - | - | - | -- | -- | --- |
|  | 1.   | Sarakinos          | 16 | 6 | 5 | 1 | 0 | 16 | 3  | +13 |
|  | 2.   | Elassona           | 12 | 6 | 4 | 0 | 2 | 16 | 10 | +6  |
|  | 3.   | Eordaikos          | 12 | 6 | 4 | 0 | 2 | 12 | 7  | +5  |
|  | 4.   | Asteras Karditsas  | 11 | 6 | 3 | 2 | 1 | 13 | 7  | +6  |
|  | 5.   | Digenis Neochoriou | 7  | 6 | 2 | 1 | 3 | 7  | 12 | -5  |
|  | 6.   | Stylidas           | 3  | 6 | 1 | 0 | 5 | 9  | 17 | -8  |
|  | 7.   | Vatolakkou         | 0  | 6 | 0 | 0 | 6 | 4  | 21 | -17 |

Legenda:

      Ammesso in Gamma Ethniki 2025-2026
  Possibile ripescaggio in qualità di una delle migliori 4 quarte classificate

### Risultati
|                    | AKA  | DNE  | ELA  | EOR  | SAR  | STY  | VAT  |
| ------------------ | ---- | ---- | ---- | ---- | ---- | ---- | ---- |
| Asteras Karditsas  | –––– | -    | 3-2  | -    | 0-0  | -    | 6-2  |
| Digenis Neochoriou | 0-0  | –––– | -    | 0-4  | 1-2  | -    | -    |
| Elassona           | -    | 3-0  | –––– | 3-1  | -    | -    | 4-0  |
| Eordaikos          | 2-1  | -    | -    | –––– | -    | 3-2  | 2-0  |
| Sarakinos          | -    | -    | 4-1  | 1-0  | –––– | 6-1  | -    |
| Stylidas           | 1-3  | 1-2  | 2-3  | -    | -    | –––– | -    |
| Vatolakkou         | -    | 2-4  | -    | -    | 0-3  | 0-2  | –––– |

## Gruppo 5

### Squadre partecipanti
| Squadra             | Città              | E.P.S. di provenienza    |
| ------------------- | ------------------ | ------------------------ |
| Asteras Vlachioti   | Vlachioti          | E.P.S. Laconia           |
| Ermis Meligous      | Cheimerini Meligou | E.P.S. Arcadia           |
| Pallixouriakos      | Lixouri            | E.P.S. Cefalonia e Itaca |
| Panthouriakos       | Sperchogeia        | E.P.S. Messenia          |
| PAS Pyrgos          | Pyrgos             | E.P.S. Elide             |
| Thyella Ampelokipon | Ampelokipoi        | E.P.S. Zante             |
| Thyella Patron      | Patrasso           | E.P.S. Acaia             |

### Classifica
|  | Pos. | Squadra             | Pt | G | V | N | P | GF | GS | DR  |
|  | ---- | ------------------- | -- | - | - | - | - | -- | -- | --- |
|  | 1.   | PAS Pyrgos          | 16 | 6 | 5 | 1 | 0 | 15 | 3  | +12 |
|  | 2.   | Panthouriakos       | 10 | 6 | 3 | 1 | 2 | 14 | 4  | +10 |
|  | 3.   | Thyella Patron      | 10 | 6 | 3 | 1 | 2 | 6  | 3  | +3  |
|  | 4.   | Ermis Meligous      | 9  | 6 | 2 | 3 | 1 | 8  | 3  | +5  |
|  | 5.   | Pallixouriakos      | 6  | 6 | 2 | 0 | 4 | 6  | 15 | -9  |
|  | 6.   | Thyella Ampelokipon | 6  | 6 | 1 | 3 | 2 | 10 | 17 | -7  |
|  | 7.   | Asteras Vlachioti   | 1  | 6 | 0 | 1 | 5 | 1  | 15 | -14 |

Legenda:

      Ammesso in Gamma Ethniki 2025-2026
  Possibile ripescaggio in qualità di una delle migliori 4 quarte classificate

### Risultati
|                     | AVL  | EME  | PAL  | PAN  | TAM  | TPA  | TPY  |
| ------------------- | ---- | ---- | ---- | ---- | ---- | ---- | ---- |
| Asteras Vlachioti   | –––– | 0-0  | -    | 0-2  | 1-3  | -    | -    |
| Ermis Meligous      | -    | –––– | 5-0  | 0-0  | -    | 1-0  | -    |
| Pallixouriakos      | 2-0  | -    | –––– | -    | 4-2  | 0-2  | -    |
| Panthouriakos       | -    | -    | 3-0  | –––– | 8-1  | -    | 1-2  |
| Thyella Ampelokipon | -    | 2-2  | -    | -    | –––– | 0-0  | 2-2  |
| Thyella Patron      | 3-0  | -    | -    | 1-0  | -    | –––– | 0-2  |
| Thyella Pyrgou      | 5-0  | 1-0  | 3-0  | -    | -    | -    | –––– |

## Gruppo 6

### Squadre partecipanti
| Squadra                 | Città      | E.P.S. di provenienza               |
| ----------------------- | ---------- | ----------------------------------- |
| Anagennisi Schimatariou | Schimatari | E.P.S. Beozia                       |
| Ermionidas              | Kranidi    | E.P.S. Argolide                     |
| Ionikos                 | Nikaia     | E.P.S. Pireo, Argosaronico e Citera |
| Isaias Desfinas         | Desfina    | E.P.S. Focide                       |
| Karystou                | Karystos   | E.P.S. Eubea e Sciro                |
| Pelopas Kiatou          | Kiato      | E.P.S. Corinzia                     |
| Velouchi                | Karpenisi  | E.P.S. Euritania                    |

### Classifica
|  | Pos. | Squadra                 | Pt | G | V | N | P | GF | GS | DR  |
|  | ---- | ----------------------- | -- | - | - | - | - | -- | -- | --- |
|  | 1.   | Karystou                | 16 | 6 | 5 | 1 | 0 | 15 | 3  | +12 |
|  | 2.   | Ionikos                 | 14 | 6 | 4 | 2 | 0 | 14 | 2  | +12 |
|  | 3.   | Pelopas Kiatou          | 12 | 6 | 4 | 0 | 2 | 11 | 4  | +7  |
|  | 4.   | Anagennisi Schimatariou | 10 | 6 | 3 | 1 | 2 | 17 | 9  | +8  |
|  | 5.   | Ermionidas              | 6  | 6 | 2 | 0 | 4 | 11 | 14 | -3  |
|  | 6.   | Velouchi                | 3  | 6 | 1 | 0 | 5 | 3  | 22 | -19 |
|  | 7.   | Isaias Desfinas         | 0  | 6 | 0 | 0 | 6 | 2  | 19 | -17 |

Legenda:

      Ammesso in Gamma Ethniki 2025-2026
  Possibile ripescaggio in qualità di una delle migliori 4 quarte classificate

### Risultati
|                         | ASC  | ERM  | ION  | IDE  | KAR  | PKI  | VEL  |
| ----------------------- | ---- | ---- | ---- | ---- | ---- | ---- | ---- |
| Anagennisi Schimatariou | –––– | -    | -    | 6-1  | -    | 1-2  | 5-0  |
| Ermionidas              | 2-3  | –––– | -    | -    | 1-4  | 1-2  | -    |
| Ionikos                 | 1-1  | 4-0  | –––– | -    | -    | -    | 5-0  |
| Isaias Desfinas         | -    | 0-5  | 0-2  | –––– | -    | 0-2  | -    |
| Karystou                | 3-1  | -    | 1-1  | 2-0  | –––– | -    | -    |
| Pelopas Kiatou          | -    | -    | 0-1  | -    | 0-1  | –––– | 5-0  |
| Velouchi                | -    | 1-2  | -    | 2-1  | 0-4  | -    | –––– |

## Gruppo 7

### Squadre partecipanti
| Squadra        | Città            | E.P.S. di provenienza               |
| -------------- | ---------------- | ----------------------------------- |
| Aias Salaminas | Salamina         | E.P.S. Pireo, Argosaronico e Citera |
| Aspropyrgos    | Aspropyrgos      | E.P.S. Attica occidentale           |
| Doxa Vyronos   | Vironas          | E.P.S. Atene                        |
| Ermis Zonianon | Zoniana          | E.P.S. Retimo                       |
| Granitis       | Agia Marina      | E.P.S. La Canea                     |
| Neos Irodotos  | Nea Alikarnassos | E.P.S. Candia                       |
| Neapolis       | Neapoli          | E.P.S. Lasithi                      |

### Classifica
|  | Pos. | Squadra        | Pt | G | V | N | P | GF | GS | DR |
|  | ---- | -------------- | -- | - | - | - | - | -- | -- | -- |
|  | 1.   | Granitis       | 13 | 6 | 4 | 1 | 1 | 11 | 4  | +7 |
|  | 2.   | Doxa Vyronos   | 12 | 6 | 3 | 3 | 0 | 6  | 1  | +5 |
|  | 3.   | Aias Salaminas | 11 | 6 | 3 | 2 | 1 | 6  | 1  | +5 |
|  | 4.   | Ermis Zonianon | 9  | 6 | 3 | 0 | 3 | 7  | 6  | +1 |
|  | 5.   | Neos Irodotos  | 6  | 6 | 2 | 0 | 4 | 5  | 11 | -6 |
|  | 6.   | Aspropyrgos    | 5  | 6 | 1 | 2 | 3 | 2  | 5  | -3 |
|  | 7.   | Neapolis       | 3  | 6 | 1 | 0 | 5 | 2  | 11 | -9 |

Legenda:

      Ammesso in Gamma Ethniki 2025-2026
  Possibile ripescaggio in qualità di una delle migliori 4 quarte classificate

### Risultati
|                | ASA  | ASP  | DVY  | EZO  | GRA  | IRO  | NEA  |
| -------------- | ---- | ---- | ---- | ---- | ---- | ---- | ---- |
| Aias Salaminas | –––– | -    | 0-0  | 2-0  | 1-0  | -    | -    |
| Aspropyrgos    | 0-0  | –––– | 0-0  | -    | -    | -    | 1-0  |
| Doxa Vyronos   | -    | -    | –––– | -    | 1-1  | 3-0  | 1-0  |
| Ermis Zonianon | -    | 1-0  | 0-1  | –––– | -    | 4-1  | -    |
| Granitis       | -    | 2-1  | -    | 2-1  | –––– | -    | 4-0  |
| Irodotos       | 1-0  | 2-0  | -    | -    | 0-2  | –––– | -    |
| Neapolis       | 0-3  | -    | -    | 0-1  | -    | 2-1  | –––– |

## Gruppo 8

### Squadre partecipanti
| Squadra                 | Città       | E.P.S. di provenienza   |
| ----------------------- | ----------- | ----------------------- |
| Apollon Kalythion       | Kalythies   | E.P.S. Dodecaneso       |
| Kentavros Vrilission    | Vrilissia   | E.P.S. Atene            |
| Olympos Agiasou         | Agiasos     | E.P.S. Lesbo e Lemno    |
| Pannaxiakos             | Nasso       | E.P.S. Cicladi          |
| Pythagoras Kontakaiikon | Kontakaiika | E.P.S. Samo e Icaria    |
| Saronikos Anavyssou     | Anavyssos   | E.P.S. Attica orientale |
| Thyella Chalkiou        | Chalkeio    | E.P.S. Chio             |

### Classifica
|  | Pos. | Squadra                 | Pt | G | V | N | P | GF | GS | DR  |
|  | ---- | ----------------------- | -- | - | - | - | - | -- | -- | --- |
|  | 1.   | Saronikos Anavyssou     | 18 | 6 | 6 | 0 | 0 | 12 | 3  | +9  |
|  | 2.   | Apollon Kalythion       | 13 | 6 | 4 | 1 | 1 | 11 | 2  | +9  |
|  | 3.   | Kentavros Vrilission    | 10 | 6 | 3 | 1 | 2 | 9  | 6  | +3  |
|  | 4.   | Pannaxiakos             | 8  | 6 | 2 | 2 | 2 | 8  | 4  | +4  |
|  | 5.   | Thyella Chalkiou        | 6  | 6 | 2 | 0 | 4 | 7  | 10 | -3  |
|  | 6.   | Olympos Agiasou         | 5  | 6 | 1 | 2 | 3 | 6  | 10 | -4  |
|  | 7.   | Pythagoras Kontakaiikon | 0  | 6 | 0 | 0 | 6 | 0  | 18 | -18 |

Legenda:

      Ammesso in Gamma Ethniki 2025-2026
  Possibile ripescaggio in qualità di una delle migliori 4 quarte classificate

### Risultati
|                         | AKA  | KVR  | OAG  | PAN  | PKO  | SAN  | TCH  |
| ----------------------- | ---- | ---- | ---- | ---- | ---- | ---- | ---- |
| Apollon Kalythion       | –––– | 1-0  | 4-0  | -    | -    | -    | 2-0  |
| Kentavros Vrilission    | -    | –––– | -    | 2-1  | -    | 1-2  | 3-2  |
| Olympos Agasou          | -    | 0-0  | –––– | 1-1  | 3-0  | -    | -    |
| Pannaxiakos             | 0-0  | -    | -    | –––– | 3-0  | -    | 3-0  |
| Pythagoras Kontakaiikon | 0-3  | 0-3  | -    | -    | –––– | 0-3  | -    |
| Saronikos Anavyssou     | 2-1  | -    | 3-1  | 1-0  | -    | –––– | -    |
| Thyella Chalkeious      | -    | -    | 2-1  | -    | 3-0  | 0-1  | –––– |

## Classifica avulsa quarte classificate
A causa del ritiro del Pythagoras Kontakaiikon e la conseguente vittoria a tavolino della squadra classificatasi quarta nel suo gruppo, la classifica avulsa non considera i risultati ottenuti contro l'ultima classificata nel proprio girone.
|  | Pos. | Squadra                 | Pt | G | V | N | P | DR | GF | GFt |
|  | ---- | ----------------------- | -- | - | - | - | - | -- | -- | --- |
|  | 1.   | PAOK Dytikou            | 9  | 5 | 2 | 3 | 0 | +3 | 8  | 4   |
|  | 2.   | Ermis Meligous          | 8  | 5 | 2 | 2 | 1 | +5 | 8  | 2   |
|  | 3.   | Akrites Sykeon          | 8  | 5 | 2 | 2 | 1 | +4 | 5  | 0   |
|  | 4.   | Asteras Karditsas       | 8  | 5 | 2 | 2 | 1 | +2 | 7  | 4   |
|  | 5.   | Anagennisi Schimatariou | 7  | 5 | 2 | 1 | 2 | +3 | 11 | 5   |
|  | 6.   | Aris Lepenous           | 7  | 5 | 2 | 1 | 2 | 0  | 15 | 4   |
|  | 7.   | Ermis Zonianon          | 6  | 5 | 2 | 0 | 3 | 0  | 6  | 1   |
|  | 8.   | Pannaxiakos             | 5  | 5 | 1 | 2 | 2 | +1 | 5  | 2   |

Legenda:

      Ammesso in Gamma Ethniki 2025-2026
Regolamento
La classifica avulsa è compilata sulla base dei seguenti criteri:
- Punti
- Differenza reti
- Gol fatti
- Gol fatti in trasferta
- Sorteggio